# Хабуб
Хабу́б (араб. هبوب‎ — «дующий неистово») — мощная песчаная и пыльная буря. Отмечается в пустынях Египта и Аравии (на севере Судана, в бассейне Верхнего Нила), а также в других частях света. В дождливый сезон хабуб предшествует сильному грозовому ливню, который обычно начинается не более чем через два часа после начала бури. Хабуб связан со стремительным движением (до 60 км/ч) холодного атмосферного фронта, впереди которого образуется облако в виде стены пыли высотой до 1,5 км и шириной до 30 км. Пыль поднимается вверх на несколько километров.
Хабуб является частью вихря в мощных кучево-дождевых облаках, нижней частью дугового шквала, наклоненного смерча. Так же называют и летние бури на равнинах Индии.
Бывает обычно в послеполуденные часы с мая по октябрь; средняя продолжительность — около трех часов. Этот ветер часто имеет разрушительную силу. В Хартуме хабуб отмечается в среднем 24 раза в год.

## Галерея

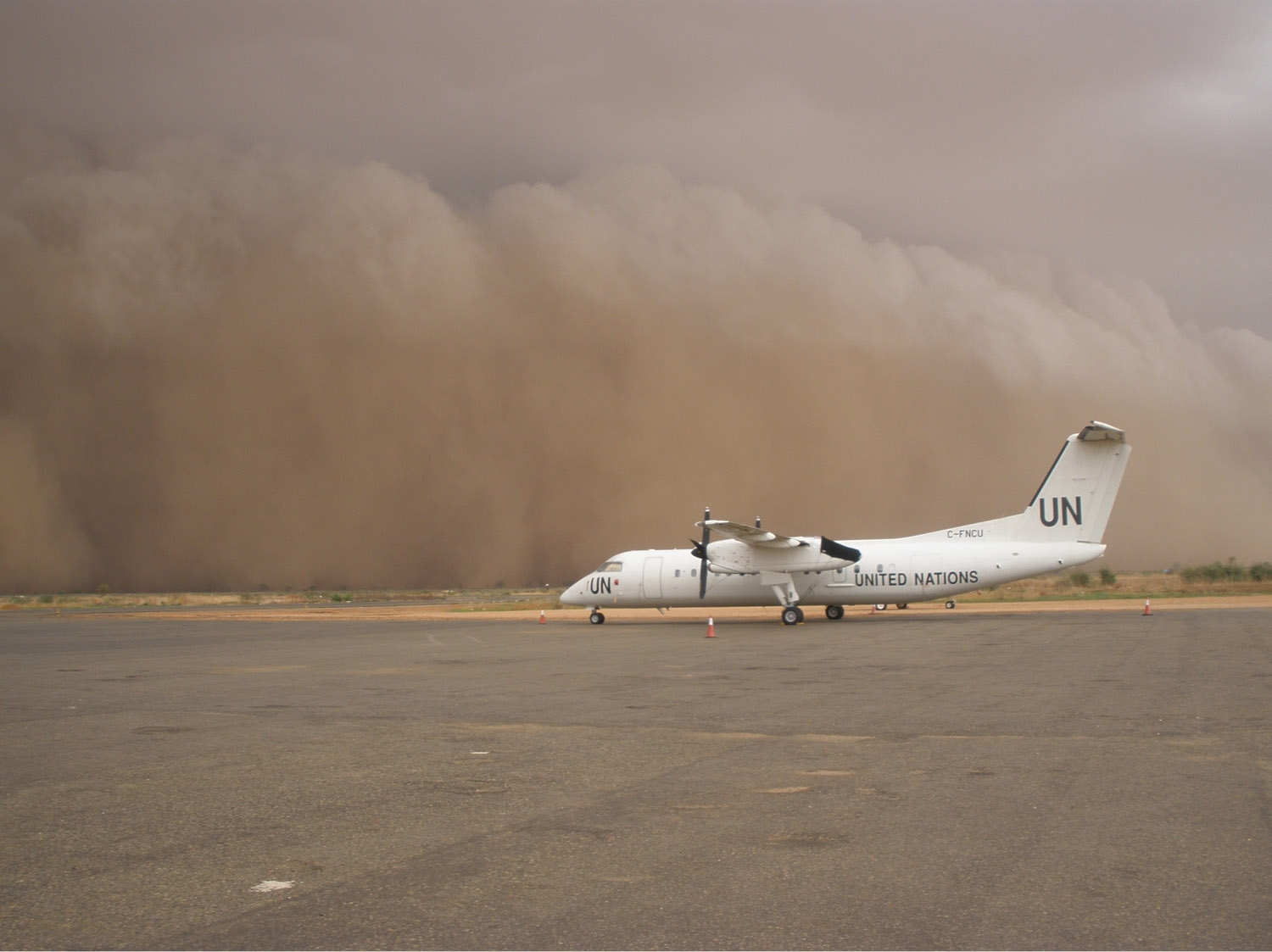
Аэропорт Ньяла
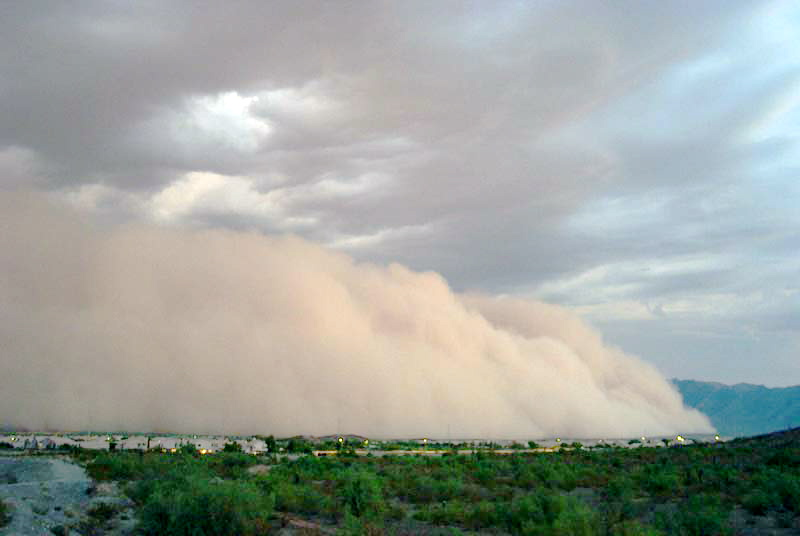
Финикс, Аризона, 22 августа 2003 г.
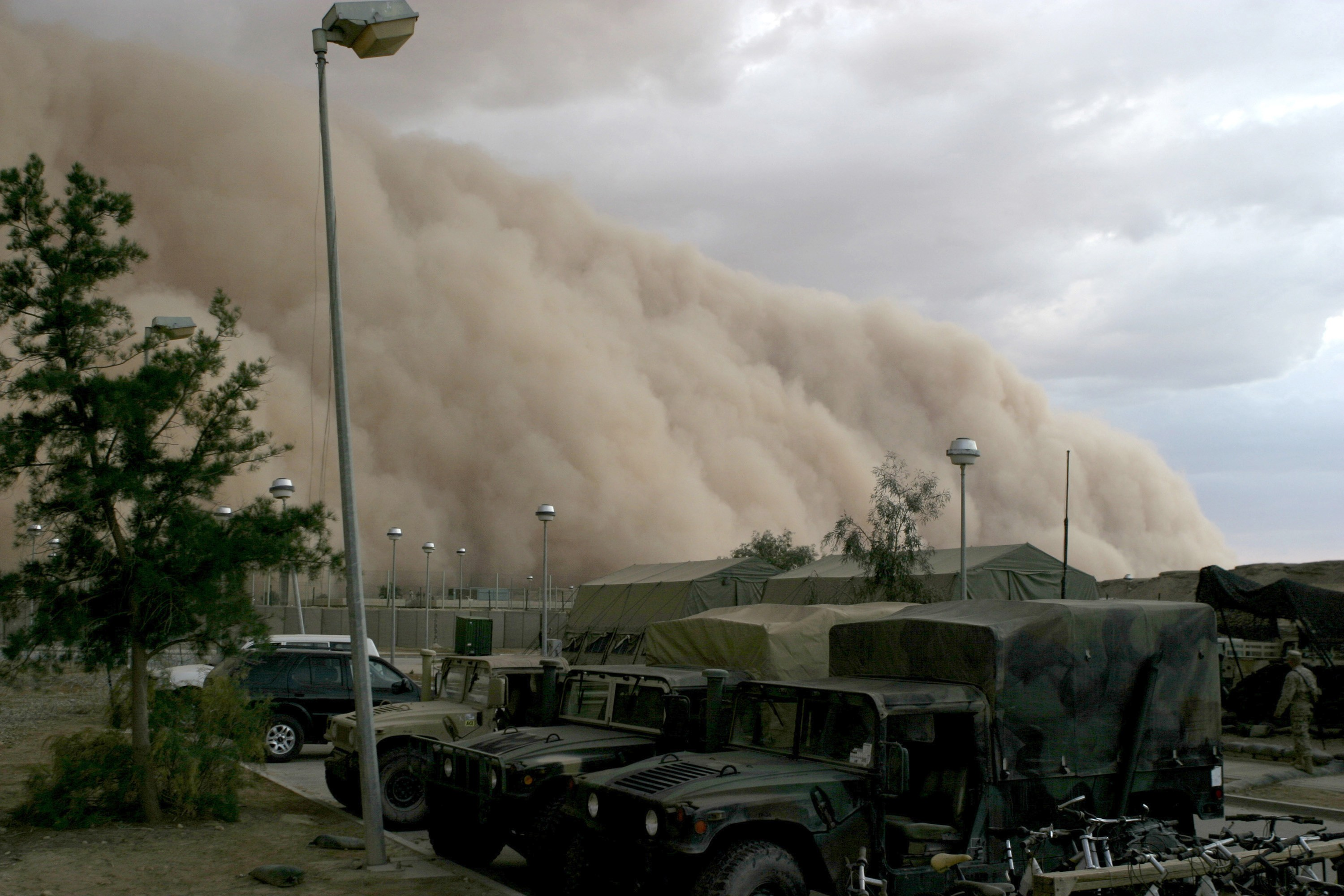
Ирак, 27 апреля 2005 г.
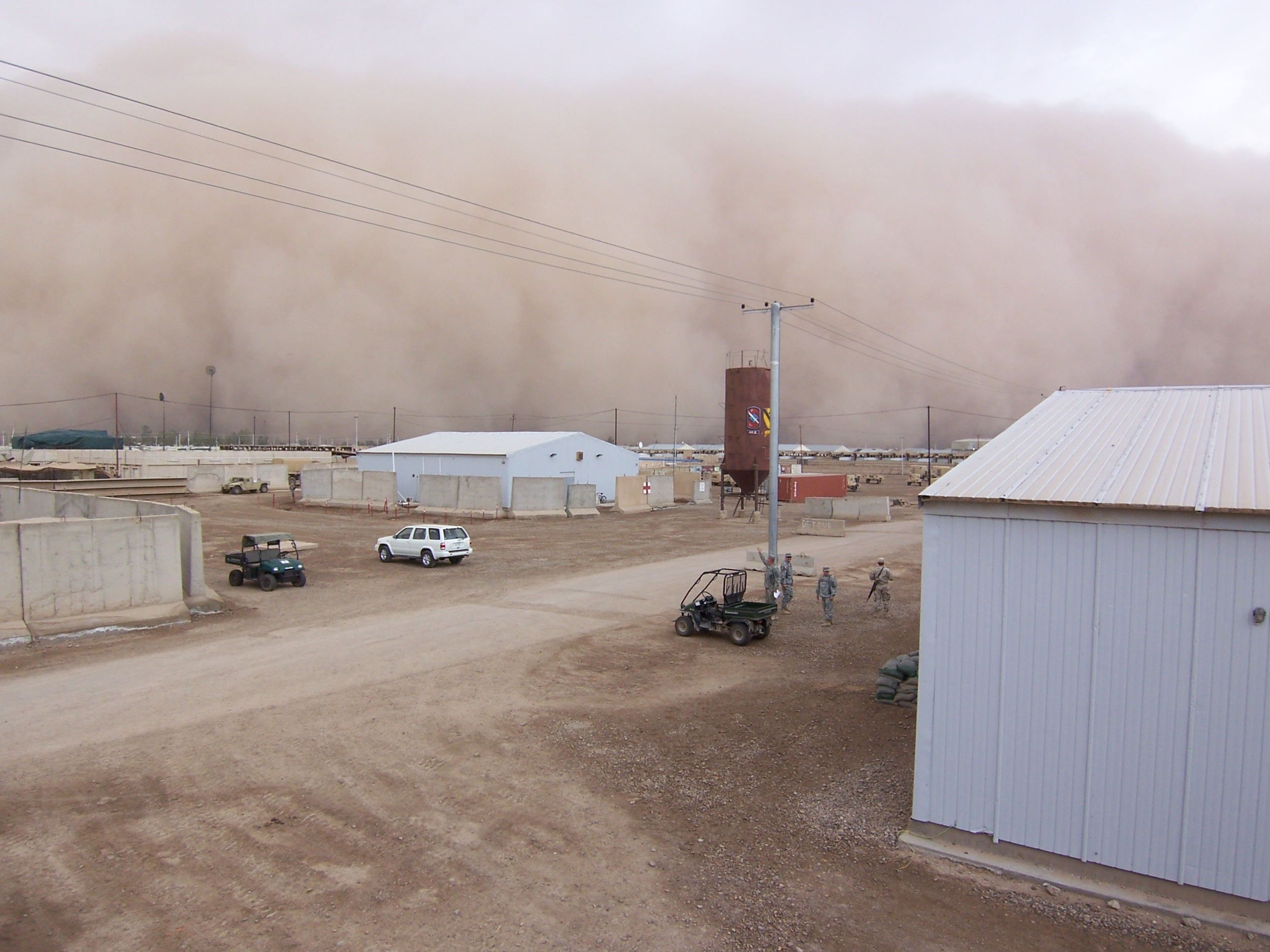
Ирак, 2006 г.